# MASH (film)
Cet article concerne le film. Pour la série télévisée, voir MASH (série télévisée).
Pour les articles homonymes, voir MASH.
Pour plus de détails, voir Fiche technique et Distribution.
MASH (parfois emphatisé M*A*S*H) est une comédie satirique américaine réalisée par Robert Altman et sortie en 1970. L'acronyme « MASH » signifie Mobile Army Surgical Hospital (unité chirurgicale de campagne). Le scénario est une adaptation du roman Mash: A Novel About Three Army Doctors de Richard Hooker (en), nom de plume de l'ancien chirurgien militaire Dr H. Richard Hornberger. Le film se déroule durant la guerre de Corée.
Le film débute à l'automne 1951, où sont affectés au 4077e Mobile Army Surgical Hospital, un hôpital de campagne de l'United States Army, deux nouveaux chirurgiens : les capitaines « Hawkeye » Pierce (Donald Sutherland) et « Duke » Forrest (Tom Skerritt). Dès leur arrivée, ils apparaissent comme rebelles, coureurs de jupons et malicieux, n'hésitant pas à enfreindre les règles (ils « empruntent » une Jeep et commencent immédiatement à flirter avec le personnel infirmier). Ils se révèlent rapidement très compétents. Le film narre leurs aventures, naissant souvent de leur attitude provocatrice vis-à-vis de l'autorité.
L'American Film Institute a classé ce film à la 54e place de son classement des meilleurs films américains de l'Histoire (voir Le top 100 de l'American Film Institute). Le film reçut la Palme d'or lors du 23e Festival de Cannes en 1970. En 1996, le film est sélectionné pour être conservé par le National Film Registry de la Bibliothèque du Congrès américain pour son « importance culturelle, historique ou esthétique »
Le film a inspiré la série très populaire et encensée par la critique, MASH, qui est diffusée de 1972 à 1983.

## Synopsis
Hawkeye et Duke  entrent immédiatement en conflit avec leur nouveau compagnon de tente, le major Frank Burns (Robert Duvall), qui est à la fois un religieux et un chirurgien médiocre. Hawkeye et Duke mettent la pression sur le lieutenant-colonel Henry Blake (Roger Bowen), commandant de l'unité, pour qu'il change Burns de tente. Dans le même temps, ils lui demandent d'affecter un chirurgien thoracique à la 4077e.

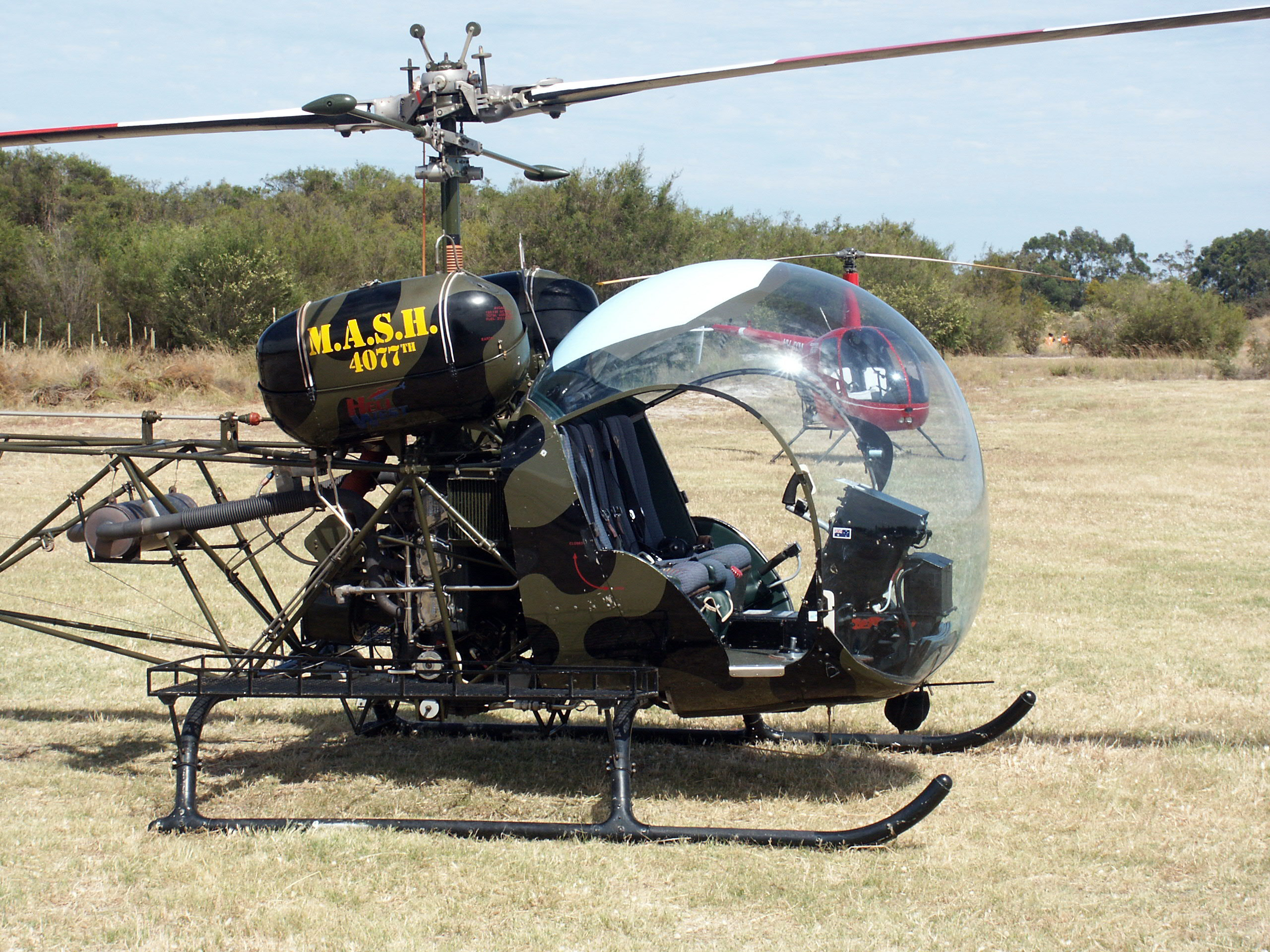
Hélicoptère aux couleurs du en 4077 (fictif) du film.

Le mystérieux nouveau chirurgien arrive, sans rien révéler de ce qu'il est et d'où il vient. Hawkeye est convaincu qu'il l'a déjà rencontré par le passé. C'est après un match de football improvisé que Hawkeye se souvient d'un match de football universitaire, dans lequel il a joué et dont le nouveau chirurgien thoracique a marqué le seul touchdown du match. Il s'agit de « Trapper John » (Elliott Gould).
Le major Margaret Houlihan (Sally Kellerman), l'infirmière nouvellement promue chef du camp, est accueillie par Henry Blake. Elle se révèle être autant rigide que le major Burns. Tandis que Houlihan et Burns s'apprêtent à rédiger un rapport incendiaire sur l'attitude des militaires du camp, ils cèdent à leurs propres passions et ont une relation sexuelle. Tout le camp entend leurs ébats, diffusés par le système de sonorisation, notamment Houlihan disant à Burns « Franck, baise mes lèvres en feu ! », qui lui vaut le surnom de « Hot Lips » durant le reste du film.
Plus tard, Waldowski (John Schuck), dentiste de l'unité, fait part de son envie de se suicider. Car à la suite d'un « manque de performance » avec une infirmière, il pense avoir des tendances homosexuelles. Hawkeye, Trapper et Duke lui suggèrent d'utiliser la « capsule noire », qui s'avère être de banals somnifères. Lors d'un dîner, Waldowski prend la capsule et s'endort dans un cercueil avec la musique « Suicide Is Painless ».
Hawkeye et Duke vont jouer un sale tour à Houlihan. Afin de vérifier si c'est une vraie blonde, il défont le rabat de la tente-douche, exposant ainsi « Hot Lips » nue au milieu du camp. Furieuse, elle menace de démissionner auprès du lieutenant-colonel Henry Blake. Celui-ci la rabroue.
Lors d'une visite dans le camp du 4077e, le général Hammond, d'une autre unité, discute avec Hawkeye, Trapper et Duke et suggère que les deux unités fassent un match « amical » de football, en pariant une forte somme d'argent mise dans un pot commun. Voyant une occasion de faire un peu d'argent, Hawkeye pense à un plan. Tout d'abord, ils obtiennent de Blake le fait de demander un neurochirurgien spécifique : Oliver Harmon « Spearchucker » Jones (Fred Williamson), un ancien joueur de football professionnel. Ensuite, le plan de Hawkeye est de ne miser que la moitié de l'argent et garder Jones sur le côté lors de la première moitié du match. Une fois que l'autre équipe a accumulé quelques points faciles et est suffisamment en confiance pour miser le reste de l'argent, le 4077e place Jones sur le terrain. Le match finit par la victoire du 4077e.
Peu de temps après le match de football, Hawkeye et Duke reçoivent leurs ordres d'évacuation et repartent dans la même Jeep « empruntée » à leur arrivée. Par le haut-parleur du camp démarre le générique parlé du film.

## Fiche technique
- Réalisation : Robert Altman
- Scénario : Ring Lardner, Jr., d'après le roman Mash : A Novel About Three Army Doctors de Richard Hooker
- Musique : Johnny Mandel
- Photographie : Harold E. Stine (de), Panavision Deluxecolor
- Montage : Danford B. Greene (de)
- Production : Ingo Preminger
- Sociétés de production : Aspen Productions - Ingo Preminger Productions
- Société de distribution : 20th Century Fox
- Budget : 3,025 millions de $
- Pays de production :  États-Unis
- Langue : anglais
- Genre : comédie militaire
- Durée : 116 minutes
- Dates de sortie :
  - États-Unis : 25 janvier 1970 (première à New York) ; 18 mars 1970 (sortie nationale)
  - France : 12 août 1970

## Distribution
- Donald Sutherland (VF : Georges Aminel) : capitaine Benjamin Franklin « Hawkeye » (Œil-de-Lynx) Pierce
- Elliott Gould (VF : Claude Joseph) : capitaine John Francis Xavier « Trapper John » (John le Piégeur) McIntyre, chirurgien chef
- Tom Skerritt (VF : Philippe Ogouz) : capitaine Augustus Bedford « Duke » Forrest
- Sally Kellerman (VF : Nathalie Nerval) : major-infirmière en chef Margaret « Hot Lips » (Lèvres en Feu) O'Houlihan
- Robert Duvall (VF : Gabriel Cattand) : major Franck Burns
- Jo Ann Pflug (VF : Perrette Pradier) : lieutenant Maria « Hot Dish » (Régal) Schneider
- Rene Auberjonois (VF : Serge Lhorca) : père John Patrick « Dago Red » Mulcahy (Gros Qui Tache)
- Roger Bowen (VF : Roger Carel) : lieutenant-colonel Henry Braymore Blake
- David Arkin (VF : Georges Poujouly) : Sergeant First Class Sergeant first class (en) Vollmer
- Gary Burghoff (VF : Jean-Pierre Leroux) : caporal Walter « Radar » O'Reilly
- John Schuck (VF : Marc de Georgi) : capitaine Walter Kosciusko « Painless Pole » Waldowski (le dentiste)
- Fred Williamson (VF : Med Hondo) : capitaine Oliver Harmon « Spearchucker » (Bazooka) Jones
- Carl Gottlieb (VF : Henry Djanik) : capitaine John « Ugly » Black
- Bud Cort : le soldat Lorenzo Boone
- Weaver Levy (en) (VF : Michel Gudin) : le médecin coréen
- Cathleen Cordell (en) (VF : Lita Recio) : capitaine Peterson
- James B. Douglas (VF : Jacques Ferrière) : colonel Merril
- G. Wood (en) (VF : André Valmy) : général Hammond
- Bobby Troup (VF : René Arrieu) : sergent Gorman
- Dawne Damon (VF : Claude Chantal) : lieutenant Storch
- Monica Peterson (VF : Arlette Thomas) : la réceptionniste (non créditée)
- Noland Smith (VF : Claude Bertrand) : le joueur de Football noir drogué (non crédité)
- Ben Davidson : Davidson, le joueur de Football #88 (non crédité)
- Indus Arthur (en) (VF : Ginette Pigeon) : lieutenant Leslie
- Dianne Turley Travis (VF : Claire Guibert) : le reporter (non créditée)
- Ken Prymus (VF : Bachir Touré) : Seidman
- Michael Murphy (VF : Jean-Louis Jemma) : « Me Lai » Marston
- Corey Fischer (en) (VF : Georges Aubert) : capitaine Bandini

## Production

### Genèse du projet
M*A*S*H prend sa source dans les pages d'un roman autobiographique écrit par Richard Hooker en 1968. L'histoire tourne autour de trois jeunes officiers militaires frondeurs et anticonformistes qui sont affectés à un hôpital mobile de campagne durant la guerre de Corée et qui vont mettre la vie du camp sens dessus-dessous. Très vite, Ring Lardner Jr., scénariste du Kid de Cincinnati, s'empare du livre et propose un script à Ingo Preminger (frère d'Otto).

### Réalisation
Ingo Preminger et le président de la Twentieth Century Fox dressent une liste des réalisateurs susceptibles de mettre en scène cette histoire peu banale et extrêmement controversée. Tour à tour Fred Zinnemann, Joseph L. Mankiewicz, David Lean, Arthur Penn, Mike Nichols, Stanley Kubrick, George Roy Hill, Franklin J. Schaffner et Bob Rafelson sont contactés. Tous refusent la proposition soit par indisponibilité (Kubrick travaille sur Orange mécanique, Roy Hill sur Butch Cassidy et le Kid...), soit par peur de la controverse.
Le dernier de la liste est alors Robert Altman. À 45 ans, le cinéaste a une certaine carrière cinématographique derrière lui mais aucun véritable succès. Engagé sur le projet, Altman met certaines choses au clair : pour lui, le film est une occasion d'agresser le public et, par extension, la race humaine qu'il tient pour responsable de toutes les atrocités perpétrées dans le monde. [réf. souhaitée]

### Casting
Durant le casting, Robert Altman insiste pour n'avoir que des acteurs inconnus. C'est alors que sont choisies de futures vedettes comme Donald Sutherland, Elliott Gould, Tom Skerritt ou encore Robert Duvall.
Bien qu'il ait participé à bon nombre de séries telles que Le Saint et Chapeau melon et bottes de cuir puis figuré au casting des Douze Salopards, Sutherland traversait une période très difficile et peinait à se faire une place dans le métier, raison pour laquelle il accepta de faire M*A*S*H.
À l'origine, Altman envisageait Gould pour le rôle d'« Œil-de-Lynx » mais l'acteur était très embêté par le fait de devoir prendre un accent plus territorial. Il a affirmé au réalisateur qu'il se retrouvait plus en « Trapper John ». Altman contacte Tom Skerritt, qu'il connaissait déjà depuis plusieurs années, alors que l'acteur est en train de travailler sur une histoire. Il s'engage finalement pour le film.
Altman a conscience que la crédibilité de M*A*S*H repose essentiellement sur l'harmonie qui règne entre les personnages du film. Pour les immerger, le réalisateur installe ses acteurs durant quelques semaines dans des tentes militaires, qui serviront de décors pour le tournage, afin qu'ils puissent faire connaissance et répéter ensemble.

### Tournage
En raison du budget restreint, le tournage ne se fait pas en Corée comme Robert Altman le souhaitait. Le décor du film est en fait reproduit à Santa Monica, dans le studio où est tourné, au même moment, Patton. Le camp médical est construit à Malibu, près du ranch du producteur Richard D. Zanuck. La séquence de la partie de golf, censée se passer à Tokyo, est quant à elle filmée sur un autre terrain à proximité.
Altman a l'idée de filmer des scènes en « overlapping » autrement dit les personnages parlent tous en même temps et ainsi leurs voix se couvrent les unes les autres.
Au fil du tournage, les acteurs improvisent de plus en plus leurs dialogues pour finalement omettre ce qui est écrit dans le script original.
Très mécontent de la façon de travailler de Robert Altman lui reprochant notamment de s’attarder longuement sur les personnages secondaire, Donald Sutherland ainsi que Elliott Gould partirent se plaindre à la société de production.

### Montage
Lorsqu'ils aperçoivent les scènes d'interventions chirurgicales, les dirigeants de la Fox exigent qu'elles soient toutes coupées au montage, pensant qu'elles choqueraient le public. Mais, craignant que le film en perde sa qualité, Robert Altman insiste pour qu'elles soient conservées.

### Musique
La composition de la musique est confiée à Johnny Mandel. Bien que l'action se déroule au début des années 1950, Mandel impose une musique typique des années fin 60, à savoir le genre Flower Power.
La bande-son originale du film est éditée chez Sony Music (COL 476746 2) :
1. MASH. Theme (Ahmad Jamal) (2:48)
2. Duke and Hawkeye Arrive at M.A.S.H. (10:43)
3. The Operating Theater (1:06)
4. Major Houlihan and Major Burns (6:43)
5. Painless Suicide, Funeral and Resurrection (8:02)
6. Hot Lips Shows Her True Colors (3:48)
7. Moments to Remember (1:12)
8. The Football Game (8:01)
9. Going Home (3:32)

## Box-office
- Box-office : 81 600 000 $[Où ?]

## Distinctions
Le film fut le 38e long métrage à sortir en cassette VHS.
En 1996, MASH est sélectionné par le National Film Registry pour être conservé à la Bibliothèque du Congrès aux États-Unis pour son « importance culturelle, historique ou esthétique »,.

### Récompenses
- Festival de Cannes 1970 :
  - Palme d'or
- Golden Globes 1971 :
  - meilleur film musical ou comédie
  - meilleure musique de film
- Oscars 1971 : 
  - Oscar du meilleur scénario adapté
- BAFTA 1971 : 
  - United Nations Awards

### Nominations
- Oscars 1971 :
  - meilleur réalisateur pour Robert Altman
  - meilleure actrice dans un second rôle pour Sally Kellerman
  - meilleur film
  - meilleur montage
- Golden Globes 1971
  - Meilleur acteur dans un film musical ou une comédie pour Elliott Gould
  - Meilleur acteur dans un film musical ou une comédie pour Donald Sutherland
  - meilleur réalisateur pour Robert Altman
  - meilleur scénario
  - meilleure actrice dans un second rôle pour Sally Kellerman
- BAFTA 1971 :
  - meilleur film
  - meilleur réalisateur
  - meilleur acteur pour Elliott Gould
  - meilleur montage
  - meilleur son

## Postérité
À la suite de l'énorme succès commercial du film, Twentieth Century Fox demande qu'il y ait une suite. Cependant, aucun scénario n'est retenu. La production décide alors de se tourner vers la télévision et faire de M*A*S*H une série télévisée. À l'exception de Gary Burghoff, le casting change complètement ; par exemple, Alan Alda remplace Donald Sutherland. La série débute en 1972 pour s'achever en 1983. C'est l'une des séries télévisées favorites des téléspectateurs américains des années 1970 et 1980.
Par ailleurs, MASH a notamment inspiré le film français Profs, avec Patrick Bruel et Fabrice Luchini, dans lequel le concept est repris cette fois-ci dans un lycée.